# Shape of You
«Shape of You» es una canción interpretada por el cantautor y guitarrista británico Ed Sheeran. Fue lanzada para descarga digital el 6 de enero de 2017 como uno de los sencillos principales de su tercer álbum de estudio ÷ (2017), conjuntamente con «Castle on the Hill».
Es una canción pop con influencias del dancehall y R&B, escrita por Sheeran, Steve Mac y Johnny McDaid; y producida por Sheeran y Mac. Después del lanzamiento inicial, Kandi Burruss, Tameka «Tiny» Cottle y Kevin Briggs fueron también acreditados debido a las notables similitudes con la melodía de la canción «No Scrubs» del grupo TLC.
Alcanzó el puesto número uno en las listas de sencillos de 34 países, incluyendo el Billboard Hot 100, así como en las listas de éxitos de sencillos del Reino Unido, Australia y Canadá. Se mantuvo en el número uno por un récord de 16 semanas consecutivas en el Canadian Hot 100, así como 14 semanas no consecutivas en el UK Singles Chart, y 12 semanas no consecutivas en el Hot 100 de Estados Unidos. El 21 de septiembre de 2017, se convirtió en la canción más reproducida en Spotify, con más de 1,32 mil millones de escuchas. Fue la canción más vendida de 2017 en el Reino Unido, y la canción más vendida de 2017 así como la segunda canción digital más vendida en todo el mundo, con ventas combinadas y reproducciones de 26,6 millones de unidades según la IFPI.  A fines de marzo de 2025 es la segunda canción más reproducida en la historia de Spotify, detrás de Blinding lights, de The Weeknd. 
Ganó el premio Grammy a la mejor interpretación pop solista en la sexagésima entrega anual.

## Antecedentes y lanzamiento
La canción fue la última escrita para el tercer álbum de Sheeran, ÷. El 5 de enero de 2017, cuando se presentó en The Radio 1 Breakfast Show, reveló que se había escrito originalmente con Rihanna en mente. Como ya había compuesto todas las canciones que quería para el álbum, no estaba destinada a ser incluida y en un principio fue concebida para ser interpretada por un dúo entre Rihanna y Rudimental, pero el jefe del sello discográfico lo convenció para que se quedara con la canción. Comentó:

Es en realidad una canción totalmente al azar porque fui a escribir canciones para otras personas con un tipo llamado Steve Mac y Johnny McDaid, y estábamos escribiendo esta canción y yo estaba como que esto realmente funcionaría para Rihanna. Y luego comencé cantando letras como poniendo a Van The Man en la rocola y yo estaba como: bueno, ella realmente no va a cantar eso, ¿verdad? Y luego decidimos a mitad de camino que simplemente la íbamos a hacer para mí.

Según Sheeran, Steve Mac comenzó la sesión de la composición tocando las notas iniciales en el teclado. Entonces Sheeran se unió a ella, agregando percusión golpeteando la guitarra, colocándola sobre la pista. Sobre la escritura de la canción, dijo que trató de mantener la música «más despojada» en lugar de algo más elaborado: «Soy un artista acústico, primero y ante todo. Y cuando toco en vivo, no puedo replicar esas cosas, no he tenido a todos los demás músicos». Sheeran dijo que quería una sensación de R&B en la canción, por lo tanto ajustó la melodía original, agregando una interpolación de «No Scrubs» a parte de la melodía. También reveló que la letra original no terminaba con las palabras the shape of you en el coro, pero durante la escritura de la canción, McDaid pensó que la línea I'm in love with your body sonaba objetiva, por lo cual la letra fue ajustada.
El 4 de enero de 2017, Sheeran subió un video con un fondo azul de seis segundos a las redes sociales, con la letra the club isn't the best place to find a lover, que es la primera línea del tema. Para promocionar aún más el lanzamiento, Sheeran y su sello utilizaron un filtro de lentes patrocinado de Snapchat con 30 segundos de la canción para aumentar el bullicio entre el público en general.

## Composición
«Shape of You» es una canción pop, dancehall y tropical house con «rasgueos acústicos». En la canción, Sheeran canta sobre un influjo de percusión Marimba alimentado sobre un romance que brota. «El club no es el mejor lugar para encontrar un amante, así que el bar es adonde voy / mis amigos y yo en la mesa tomando chupitos, bebemos rápido y luego hablamos lento. Ven y comienza una conversación solo conmigo / Y confía en mí, te daré una oportunidad».
El ritmo de la canción fue comparado con la canción «No Scrubs» de TLC, particularmente en las líneas del pre-estribillo Boy, let's not talk too much / Grab on my waist and put that body on me. Como consecuencia, a los compositores de «No Scrubs», Kandi Burruss, Tameka «Tiny» Cottle, y Kevin «She'kspere» Briggs, se les otorgaron créditos de co-escritores en «Shape of You».

## Recepción de la crítica
La canción recibió críticas mixtas. Jon Caramanica, de The New York Times, escribió que es una canción más elaborada en su diseño comercial o estilístico que Castle on the hill, una canción ágil y eficaz que toma la agresiva simplificación de la música caribeña que Justin Bieber utilizó para alcanzar el éxito pop y la pasa por un colador cinco o diez veces más, dejando solo la esencia más mínima. Taylor Weatherby, de Billboard, escribió: «No suena como la típica melodía de Sheeran, pero eso casi sirve como una indicación de lo que el cantante de "Thinking Out Loud" ha estado haciendo durante su hiato: crear música que todavía se siente como Sheeran, pero con un nuevo giro». Jeremy Gordon de Spin afirmó que era «un intento plausible de convencernos de que ha tenido sexo... mucho. Es como una bofetada, aunque realmente no se puede imaginar nunca a Sheeran diciendo «pon ese cuerpo en mí» a una mujer real». Agrega que Billboard reportó que compuso la canción pensando en Rihanna, y aunque no suena como algo que ella acabaría cantando, se puede entender por qué lo pensó.

## Videoclip
El 30 de enero de 2017, se lanzó en el canal de Sheeran el Videoclip oficial de la canción, que rinde homenaje a las franquicia de Rocky, protagonizado por la bailarina y modelo estadounidense Jennie Pegouskie y el luchador de sumo profesional retirado Yamamotoyama Ryūta (acreditado como «Yama»). Se rodó en Seattle y fue dirigida por Jason Koenig, quien también dirigió el cuarto sencillo de Sheeran, Perfect, del álbum ÷.

## Posicionamiento en listas

### Semanales
| Alemania        | Official German Charts                          | 1  |
| Argentina       | Monitor Latino                                  | 1  |
| Argentina       | LOS40                                           | 1  |
| Australia       | ARIA Top 100 Singles                            | 1  |
| Austria         | Ö3 Austria Top 40                               | 1  |
| Bélgica (Fl)    | Ultratop                                        | 1  |
| Bélgica (W)     | Ultratop                                        | 1  |
| Canadá          | Canadian Hot 100                                | 1  |
| Chile           | LOS40                                           | 1  |
| Colombia        | LOS40                                           | 1  |
| Dinamarca       | Tracklisten                                     | 1  |
| Eslovaquia      | Singles Digital Top 100                         | 1  |
| Eslovenia       | SloTop50                                        | 1  |
| Escocia         | Scottish Singles Chart                          | 1  |
| España          | PROMUSICAE                                      | 1  |
| España          | LOS40                                           | 1  |
| Estados Unidos  | Billboard Hot 100                               | 1  |
| Estados Unidos  | Pop Songs                                       | 2  |
| Estados Unidos  | Adult Pop Songs                                 | 3  |
| Estados Unidos  | Dance Club Songs                                | 13 |
| Estados Unidos  | Rhythmic Songs                                  | 22 |
| Estados Unidos  | Dance/Mix Show Airplay                          | 7  |
| Finlandia       | Suomen virallinen lista                         | 1  |
| Francia         | SNEP                                            | 1  |
| Grecia          | IFPI                                            | 1  |
| Hungría         | Single Top 40                                   | 1  |
| Irlanda         | IRMA                                            | 1  |
| Israel          | Media Forest                                    | 1  |
| Italia          | FIMI                                            | 1  |
| Japón           | Japan Hot 100                                   | 4  |
| Líbano          | The Official Lebanese Top 20                    | 1  |
| Noruega         | VG-lista                                        | 1  |
| Nueva Zelanda   | NZ Top 40 Singles Chart                         | 1  |
| Países Bajos    | Dutch Top 40                                    | 1  |
| Perú            | Studio 92, La Zona, Radio Moda, Radio Onda Cero | 1  |
| Polonia         | Polish Airplay Top 100                          | 1  |
| Portugal        | Portugal Digital Songs                          | 1  |
| Reino Unido     | UK Singles Chart                                | 1  |
| República Checa | Singles Digitál Top 100                         | 1  |
| Rusia           | Tophit                                          | 1  |
| Suecia          | Sverigetopplistan                               | 1  |
| Suiza           | Schweizer Hitparade                             | 1  |
| México          | LaKeBuena                                       | 1  |

## Certificaciones
| País           | Organismo certificador | Certificación | Ventas certificadas | Ref.                 |
| -------------- | ---------------------- | ------------- | ------------------- | -------------------- |
| Alemania       | BVMI                   | 7× Oro        | 1 400 000           | [ 67 ]               |
| Australia      | ARIA                   | 9× Platino    | 630 000             | [ 68 ]               |
| Austria        | IFPI — Austria         | 2× Platino    | 60 000              | [ 69 ]               |
| Bélgica        | BEA                    | 6× Platino    | 120 000             | [ 70 ]               |
| Canadá         | Music Canada           | Diamante      | 800 000             | [ 71 ]               |
| Corea del Sur  | Gaon                   |               | 1 322 966           | [ 72 ] [ 73 ] [ 74 ] |
| Dinamarca      | IFPI — Dinamarca       | 4× Platino    | 120 000             | [ 75 ]               |
| España         | PROMUSICAE             | 10× Platino   | 400 000             | [ 76 ]               |
| Estados Unidos | RIAA                   | Diamante      | 10 000 000          | [ 77 ]               |
| Francia        | SNEP                   | Diamante      | 250 000             | [ 78 ]               |
| Irlanda        | IRMA                   | 10× Platino   | 150 000             | [ 79 ]               |
| Italia         | FIMI                   | Diamante      | 500 000             | [ 80 ]               |
| Japón          | RIAJ                   | Oro           | 100 000             | [ 81 ]               |
| Nueva Zelanda  | RMNZ                   | 5× Platino    | 150 000             | [ 82 ]               |
| Países Bajos   | NVPI                   | 2× Platino    | 40 000              | [ 83 ]               |
| Polonia        | ZPAV                   | Diamante      | 100 000             | [ 84 ]               |
| Portugal       | AFP                    | 5× Platino    | 50 000              | [ 85 ]               |
| Reino Unido    | BPI                    | 5× Platino    | 3 000 000           | [ 86 ]               |
| Suecia         | IFPI — Suecia          | 9× Platino    | 360 000             | [ 87 ]               |
| Suiza          | IFPI — Suiza           | 5× Platino    | 150 000             | [ 88 ]               |

## Historial de lanzamientos
| País           | Fecha de lanzamiento | Formato                | Discográfica     | Ref.   |
| -------------- | -------------------- | ---------------------- | ---------------- | ------ |
|                | 6 de enero de 2017   | Descarga digital       | Asylum Records   |        |
| Estados Unidos | 10 de enero de 2017  | Contemporary hit radio | Atlantic Records | [ 89 ] |